# Verbicaro
Verbicaro (Vruvëcàrë in calabrese) è un comune italiano di 2 519 abitanti della provincia di Cosenza, facente parte del Parco nazionale del Pollino.

## Origini del nome
Il nome del comune deriverebbe dal latino vervecarius, ossia "pastore"; secondo altri storici, invece deriverebbe dal nome greco di persona Nicolaus Berbecaris.

## Storia
Sul "Dizionario geografico-ragionato del Regno di Napoli, Volume 2" dell'erudito Lorenzo Giustiniani, stampato da Vincenzo Manfredi a Napoli nel 1797, dalla pagina 268 alla pagina 270 si legge:
"BERVICARO, o Verbicaro, sebbene in tutte le numerazioni del Regno la ritrovo sempre col primo nome. Questa terra è in provincia di Calabria citeriore, in diocesi di Cassano, distante da Cosenza miglia 50 di rovinose strade, e miglia 6 dalla marina della Bruca. Ella è situata in una valle, e picciola parte della medesima in un rialto, circondata da alti monti alla distanza di circa un miglio. L'aria, che vi si respira, mi si dice essere temperata. Tiene vicino due torrenti, i quali annualmente cagionano de' danni, e portano spesa a questa università per lo mantenimento di due ponti, e delle vie. Alla distanza poi di un miglio vi corre un fiume chiamato Innicari, che sorge nel territorio di Sandonato, scorre per lo canale della Favata, per lo territorio della nostra terra, e dall'altra di Grisolia, e di Abbatemarco, e si scarica finalmente in mare, ov'è la regia torre della Bruca. Il suo territorio confina con quelli di Sandonato, di Grisolia, di Abbatemarco, di Orsomarzo ec. Nel medesimo vi è un feudo rustico appellato di Sanbiagio, che dicono essere andato sempre coll'altro di essa Berbicaro. Produce delle vettovaglie, e delle buone uve, specialmente le dorache, o zibibi, le quali aumentandosi, potrebbero recare molto guadagno a quella popolazione, coll'arte di farle passe; ma l'industria delle pecore, e delle capre, fa tenere molto territorio per uso di solo pascolo, quandochè potrebbesi piantare di gelsi, di ulivi, e di altri alberi fruttiferi, ed evitarsi anche quel danno, che recano detti animali alle vigne, ed a' seminati di altri cittadini. In questo paese però i negozianti di pecore sono i più potenti. Il detto territorio non ha molta estensione, onde son costretti i cittadini di coltivare quello de' paesi vicini, ancorchè godessero la promiscuità con quello di esso Abbatemarco fin dal 1616. Gli scrittori Calabresi, che vorrebbero qui gli Aprustani di Plinio, decantano i boschi di questa terra dove dicono che si facea il terebinto, e vi si generavano le testugini, ma in oggi sono stati quasi tutti dismessi, appena vedendosene qualche avanzo nelle montagne di soli faggi di circa miglia cinque per uno. Alcuni querceti sono poi de' particolari; quindi è, che tutta la popolazione si serve de' legnami per uso delle fabbriche. Non vi abbonda la caccia nè di quadrupedi, nè di volatili, e rari sono ancora i rettili velenosi. La sua popolazione è andata sempre di mano in mano crescendo. Nella numerazione del 1532 fu tassata per fuochi 206, in quella del 1545 per 221, nell'altra del 1561 per 246, nella quarta del 1595 per 297, nella quinta del 1648 per lo stesso numero; nella sesta del 1669 per 148. In oggi però ascende al numero di 3400. Essi cittadini sono addetti all'agricoltura, ed alla pastorizia. Nel 1630 Antonio Castillas, che insieme col casale di Sanbiase la possedea col titolo di marchese, la vendè ad Angelo di Matera Cosentino per ducati 40500 senza il detto titolo (I). In oggi si possiede da D. Francesco Maria Cavalcanti col titolo di marchese".
Nell'agosto del 1911, in seguito ad un'epidemia di colera che colpì gran parte della popolazione, Verbicaro fu teatro di una sommossa popolare in cui furono assassinate tre persone, tra cui il sindaco e il segretario comunale, mentre il municipio fu dato alle fiamme.

## Monumenti e luoghi d'interesse

### Architetture religiose
- Chiesa di San Giuseppe
- Chiesa madre dell'Assunta
- Santuario di San Francesco di Paola
- Chiesa della Madonna del Carmine
- Chiesa della Madonna della Neve
- Chiesa della Santa Maria La Nova
- Chiesetta della Madonna di Loreto

### Architetture civili
- Portale via giardino
- Vico Vignale
- Fontana vecchia (Vecchio Municipio)
- Portale per Buonifanti
- Torre dell'Orologio
- Piazza Mons. Francesco Cava

## Società

### Evoluzione demografica
Abitanti censiti

### Tradizioni e folclore
- La notte tra il giovedì e il venerdì Santo si ripete l'antichissimo rito dei Battenti Flagellanti: alcuni uomini penitenti, vestiti in rosso, a piedi nudi e gambe scoperte percuotono i loro arti inferiori con il cardillo (un pezzo di sughero sul quale sono infisse nove acuminate punte di vetro) fino a farli sanguinare; contemporaneamente i battenti fanno il giro del paese per ben tre volte, “segnando” le strade con le mani sporche di sangue. Successivamente, alle tre del mattino prende il via la processione del Mistero della Passione di Cristo con statue e quadri viventi ispirata alla Via Crucis e al Mistero della Passione.
- Il 1º luglio di ogni anno, nella vigilia della festività patronale della Madonna delle Grazie, si svolge la tradizionale fiaccolata dei Zigni. Questi ultimi sono degli alberi e/o rami di pino (appositamente raccolti nei vicini rilievi montuosi del Parco nazionale del Pollino), portati a spalla da un gruppo di persone per le vie principali del centro abitato. La fiaccolata dei Zigni, a metà del suo percorso, si incontra con la processione religiosa, svolta in onore della Santa Patrona della cittadina. Inoltre, la mattina del 2 luglio vengono preparate, da volontari del luogo, delle infiorate lungo le vie principali del centro abitato, che saranno attraversate dalla processione nel tardo pomeriggio.

## Infrastrutture e trasporti
Verbicaro è raggiungibile:
- Via auto, percorrendo la SS18, il centro abitato di Marcellina e la SP5.
- Via treno, le stazioni più vicine sono Marcellina-Verbicaro-Orsomarso e Scalea-Santa Domenica Talao, entrambi sulla costa tirrenica, rispettivamente a 11 e 20 km dal centro abitato.
- Via aereo, attraverso lo scalo all'aeroporto di Lamezia Terme in direzione Sud o all'aeroporto Napoli Capodichino in direzione nord.

## Amministrazione

### Sindaci di Verbicaro
| Periodo | Periodo   | Primo cittadino     | Partito        | Carica  | Note |
| ------- | --------- | ------------------- | -------------- | ------- | ---- |
| 1975    | 1977      | Felice Spingola     | Lotta Continua | Sindaco |      |
| 1980    | 1985      | Felice Spingola     | Lista civica   | Sindaco |      |
| 1985    | 1988      | Carmelo Gamba       | Alternativa    | Sindaco |      |
| 1988    | 1989      | Felice Spingola     | Lista civica   | Sindaco |      |
| 1989    | 1990      | Arturo Riccetti     | PCI            | Sindaco |      |
| 1990    | 1995      | Luigi Tuoto         | PCI            | Sindaco |      |
| 1995    | 1999      | Felice Spingola     | Lista civica   | Sindaco |      |
| 1999    | 2009      | Carmine Cirimele    | Lista civica   | Sindaco |      |
| 2009    | 2014      | Felice Spingola     | Lista civica   | Sindaco |      |
| 2014    | 2024      | Francesco Silvestri | Lista civica   | Sindaco |      |
| 2024    | in carica | Felice Spingola     | Lista civica   | Sindaco |      |

### Gemellaggi
- Oberstenfeld, dal settembre 2005
- Taggia, dal settembre 2016